# Polyrhachis continua
Polyrhachis continua är en myrart som beskrevs av Carlo Emery 1887. Polyrhachis continua ingår i släktet Polyrhachis och familjen myror.

## Underarter
Arten delas in i följande underarter:
- P. c. continua
- P. c. hirsutula
- P. c. procera
- P. c. revocata